# Dorothy Maynor
Pour les articles homonymes, voir Maynor.
Dorothy Maynor, née le 3 septembre 1910 à Norfolk et morte le 19 février 1996 à West Chester, est une soprano américaine.

## Biographie
Dorothy Maynor naît le 3 septembre 1910 à Norfolk.
Elle étudie à l'université de Hampton. Elle fréquente ensuite le Westminster Choir College et étudie à New York avec William Klamroth et John Alan Haughton. Pendant le Berkshire Festival de Tanglewood en 1939, elle chante pour Koussevitzky et se voit ensuite offrir des contrats d'enregistrement avec le Boston SO sous sa direction. Elle fait ses débuts officiels à New York au Town Hall le 19 novembre 1939 et au Carnegie Hall avec le New York Philharmonic en janvier 1940. Elle fait de nombreuses tournées dans les années 1940 et 1950, donnant des concerts aux États-Unis et à l'étranger. Son répertoire est centré sur la chanson d'art, les airs d'opéra et les arrangements spirituels de Robert Nathaniel Dett (qui avait donné ses premiers solos à Hampton).
Elle meurt le 19 février 1996 à West Chester.